# St Helens (Wight)
St Helens – wieś w Anglii, na wyspie Wight. Leży 13 km na wschód od miasta Newport i 114 km na południowy zachód od Londynu.